# Бененсон, Питер
Питер Джеймс Генри Соломон Бененсон (англ. Peter James Henry Solomon Benenson; 31 июля 1921, Лондон — 25 февраля 2005) — английский юрист, основатель международной правозащитной организации «Международная амнистия».

## Биография

### Ранние годы
Родился в 1921 году в Лондоне. Имя при рождении — Питер Джеймс Генри Соломон (англ. Peter James Henry Solomon). Его дед по матери, Григорий Бененсон, был банкир еврейского происхождения, эмигрировавший из России после революции. Отец ушёл из жизни, когда мальчику было девять лет, а мать не могла уделять юному Питеру достаточно внимания, так как из-за высокой занятости редко бывала дома. Одиночество, которое Питер часто испытывал в детстве, обострило его чувство сострадания человеческому горю.
В 15 лет, обучаясь в Итонской школе, он написал провизору жалобу на плохое качество питания. Школьный директор сообщил матери о революционных склонностях её сына. В 16-летнем возрасте, во время Гражданской войны в Испании, Бененсон призывал своих школьных товарищей помогать республиканцам в борьбе с генералом Франко, а также оказывал поддержку Испанскому комитету помощи, который занимался судьбой испанских детей, оставшихся сиротами в ходе гражданской войны. В 1939 году через семьи своих друзей он помог бежать из гитлеровской Германии двум немецким подросткам-евреям.
Закончив Итон, Питер Бененсон поступил в Оксфорд, где начал изучение истории. С началом Второй мировой войны он прервал учёбу и был мобилизован в армию, однако из-за своего эмигрантского прошлого он не попал во флот и работал в пресс-службе министерства информации.

### Послевоенная деятельность
После войны, ожидая демобилизации, Бененсон изучал право. В 1946 году, успешно сдав экзамены, он стал практикующим юристом. Также он вступил в Лейбористскую партию и стал активным членом Общества адвокатов-лейбористов.
В 1950-е годы по заданию профсоюзов он выступал наблюдателем на политических процессах в фашистской Испании, на Кипре, в Венгрии и Южной Африке. После этого он основал Justice — британскую правозащитную организацию помощи гражданам .

### «Международная амнистия»
В ноябре 1960 года Бененсон прочитал в газете короткую заметку о двух португальских студентах, поднявших в одном из кафе Лиссабона тост за свободу, за что те были приговорены к семи годам тюрьмы. Бененсон решил выразить протест установленному в Португалии диктаторскому режиму Салазара и в мае 1961 года в газете Observer опубликовал статью «Забытые узники» (англ. «The Forgotten Prisoners»). Эта публикация стала началом годичной кампании в защиту «узников совести» и послужила толчком к созданию международной правозащитной организации. Тысячи людей со всего мира предложили ему практическую помощь. Так в июле 1961 года была основана организация «Международная амнистия» (англ. Amnesty International).
В первые годы существования движения Питер Бененсон в основном сам финансировал его, участвовал в расследованиях и был вовлечён во все аспекты дел организации. Вскоре организация получила статус консультанта при ООН, а также при Совете Европы и ЮНЕСКО. В 1966 году движение столкнулось с внутренним кризисом и стало получать обвинения в шпионаже и незаконном получении денег от правительства. Бененсон принял решение уйти в отставку и долгие годы занимался религией и публицистикой. Однако он вновь вернулся в организацию в начале 1980-х. До этого в 1977 году Amnesty International была удостоена Нобелевской премии мира.
Питер Бененсон умер 25 февраля 2005 года от воспаления лёгких.